# William Maudit, VIII conte di Warwick
William Maudit (1220 – 8 gennaio 1267) fu l'ottavo conte di Warwick.

## Biografia
Era figlia di Alice de Beaumont e di William de Maudit.
Era nipote di Waleran de Beaumont, IV conte di Warwick essendone sua madre Alice la figlia.
Partecipò a favore del re Enrico III d'Inghilterra alla Seconda guerra dei baroni. Mentre si trovava nel castello di Warwick, venne sorpreso da John Giffard, governatore del Castello di Kenilworth, che distrusse il maniero e rapì la contessa chiedendone un riscatto.
Egli sposò Alice de Segrave, figlia di Gilbert.
Alla sua morte avvenuta senza figli il titolo passò al figlio di sua sorella Isabel de Maudit, William de Beauchamp, IX conte di Warwick.